# Harvey (Louisiana)
Harvey és una població dels Estats Units a l'estat de Louisiana. Segons el cens del 2000 tenia 22.226 habitants.

## Demografia
Segons el cens del 2000, Harvey tenia 22.226 habitants, 7.878 habitatges, i 5.806 famílies. La densitat de població era de 1.284,7 habitants/km².
Dels 7.878 habitatges en un 38,6% hi vivien nens de menys de 18 anys, en un 46,8% hi vivien parelles casades, en un 21,6% dones solteres, i en un 26,3% no eren unitats familiars. En el 21,6% dels habitatges hi vivien persones soles el 5,7% de les quals corresponia a persones de 65 anys o més que vivien soles. El nombre mitjà de persones vivint en cada habitatge era de 2,79 i el nombre mitjà de persones que vivien en cada família era de 3,25.
Per edats la població es repartia de la següent manera: un 29,4% tenia menys de 18 anys, un 10,3% entre 18 i 24, un 30,3% entre 25 i 44, un 21,6% de 45 a 60 i un 8,3% 65 anys o més.
L'edat mediana era de 32 anys. Per cada 100 dones de 18 o més anys hi havia 87,7 homes.
La renda mediana per habitatge era de 30.010 $ i la renda mediana per família de 34.221 $. Els homes tenien una renda mediana de 31.961 $ mentre que les dones 21.650 $. La renda per capita de la població era de 14.885 $. Entorn del 21,2% de les famílies i el 23,7% de la població estaven per davall del llindar de pobresa.

## Poblacions més properes
El següent diagrama mostra les poblacions més properes.